# Атановский, Леонид Николаевич
Леонид Николаевич Атановский (18 апреля 1938, г.Винница- 15 октября 2010 года, г.Кишинев) — молдавский советский государственный и партийный деятель. Член КПСС (с 1964); первый секретарь Криулянского райкома КП Молдавской ССР (1970-1980), член Ревизионной комиссии КП Молдавской ССР. Депутат Верховного Совета СССР 9 созыва,Депутат Верховного Совета МССР 8-го и 10-го созывов

## Биография
Родился в 1938 году в Виннице,Украинская ССР. Украинец. Образование высшее — окончил  с отличием Кишинёвский сельскохозяйственный институт им. М.В. Фрунзе.
С 1961 года, после окончания института — агроном, главный агроном колхоза «Молодая гвардия», председатель колхоза «Днестровский» Дубоссарского района. В 1969—1970 годах — начальник районного производственного управления сельского хозяйства, заместитель председателя — Начальник управления сельского хозяйства исполкома Криулянского районного совета. С 1970 года — Первый секретарь Криулянского райкома КП Молдавской ССР, с 1980 г первый заместитель Председателя Государственно-кооперативного объединения «Молдсельхозхимия», с 1981 года по 1998 год Председатель ГКО «Молдсельхозхимия»( с 1992 года АО ''Фертилетатя'')
Депутат Верховного Совета МССР 8-го и 10-го созывов. Депутат Совета Национальностей Верховного Совета СССР 9 созыва (1974—1979) от Страшенского избирательного округа № 281 Молдавской ССР; член Комиссии по охране природы Совета Национальностей.